# Leo Howard
Leo Howard (Newport Beach, 13 de julho de 1997) é um ator, artista marcial, músico e diretor norte-americano. Começou a treinar artes marciais com quatro anos e iniciou sua carreira de ator com sete anos de idade nesse mesmo ano começou a fazer artes marciais mais pesadas. Howard é conhecido por incorporar seu karatê e suas habilidades wushu em seus longas-metragens e séries de televisão, como "jovem Snake Eyes" no filme de ação de 2009, GI Joe: The Rise of Cobra, como "jovem Conan" no filme de fantasia de 2011, Conan the Barbarian e como Jack Brewer na série Kickin' It do Disney XD.

## Filmografia

### Filmes
| Ano  | Título                                 | Personagem           | Notas |
| ---- | -------------------------------------- | -------------------- | ----- |
| 2009 | Aussie and Ted's Great Adventure       | Eric Brook           |       |
| 2009 | G.I. Joe: The Rise of Cobra            | jovem Snake Eyes     |       |
| 2009 | Shorts                                 | Laser Short          |       |
| 2010 | Sammy's avonturen: De geheime doorgang | Hatchling (narração) |       |
| 2010 | Logan                                  | Logan Hoffman        |       |
| 2011 | Conan the Barbarian                    | jovem Conan          |       |
| 2015 | Andron: The Black Labyrith             | Alexander            |       |
| 2016 | You're Gonna Miss Me                   | Mav Montana          |       |

### Televisão
| Ano       | Título                 | Personagem        | Notas                                                                             |
| --------- | ---------------------- | ----------------- | --------------------------------------------------------------------------------- |
| 2005      | Monk                   | Little Karate Kid | 4ª Temporada; Episódio 02: "Mr. Monk Goes Home Again"                             |
| 2009–2010 | Leo Little's Big Show  | Leo Little        | Estrelando com Genevieve Hannelius                                                |
| 2009      | Zeke e Luther          | Hart Hamlin       | 1ª Temporada; Episódio 16: "Crash Dummies"; 2ª Temporada; Episódio 13: "Treasure" |
| 2011      | PrankStars             | Ele Mesmo         | Episódio: "Stick it to Me"                                                        |
| 2011-2015 | Kickin' It             | Jack              | Papel principal                                                                   |
| 2013      | Shake It Up            | Logan Hunter      | 7 episódios                                                                       |
| 2015      | Lab Rats               | Troy West         | 2 episódios                                                                       |
| 2016      | Crimes Graves          | Gabe Young        | 1 episódio                                                                        |
| 2016–2017 | Betch                  | Jordan / Chaz     | 2 episódios                                                                       |
| 2016–2017 | Freakish               | Glover Jones      | Personagem Principal                                                              |
| 2018      | Love Daily             | Charlie           | 1 episódio                                                                        |
| 2016–2018 | WTH: Welcome to Howler | Gordie            | 7 episódios                                                                       |
| 2018–2019 | Santa Clarita Diet     | Sven              | Personagem Recorrente                                                             |
| 2019      | Scorned                | Jake              | Telefilme                                                                         |
| 2019      | Why Women Kill         | Tommy Harte       | 9 episódios                                                                       |
| 2020      | The 100                | August            | 7ª Temporada; Episódio 08: "Anaconda"                                             |
| 2019–2022 | Legacies               | Ethan Mac         | Elenco Recorrente (2°temporada); Elenco Principal (3°temporada)                   |